# Scarabaeus schulzeae
Scarabaeus schulzeae là một loài bọ cánh cứng trong họ Bọ hung (Scarabaeidae).